# ギア猿
『ギア猿』（ギアざる）は2017年2月15日からゴルフ専門チャンネルのゴルフネットワークで毎月第1金曜日23:00 - 23:54に放送されているスポーツバラエティ番組。

## 概要
博多華丸・大吉の博多華丸、「QPプロ」ことティーチングプロの関雅史、カリスマクラブフィッターの鹿又芳典の3人が、ギアについて紹介する番組。

## 出演者
- MC
  - 博多華丸（博多華丸・大吉）
- レギュラー
  - 鹿又芳典
- 準レギュラー
  - 関雅史（番組内では顔がQPに似ていることからQPと呼ばれている）

## ネット局
| 放送対象地域 | 放送局             | 放送時間           | 放送開始日    | ネット状況 |
| ------------ | ------------------ | ------------------ | ------------- | ---------- |
| 全国         | ゴルフネットワーク | 金曜 23:00 - 23:54 | 2017年2月15日 | 制作局     |

## スタッフ
- ナレーター：神島正和
- 技術協力：エンドレス、アクトファースト、メディア・リース
- 撮影：福元憲之、黒川佳輔、西沢卓眞、花田弦、新垣佑太、伊澤豪、田畑純、橋本直也、板垣秀樹、渡辺陽介、薄井和隆、川本将司（月替り）
- 音声：白澤 光、小崎秀司、吉田菜央、清水優太（月替り）
- 編集：五郎丸亮、岩谷洋平、久保田和樹、萩原隆司、本間隆造（月替り）
- MA：吉田つぐみ、遠藤寛也（月替り）
- 音効：伊藤匡祐
- オープニングCG：神谷圭介
- 衣装協力：FIDRA、Clunk（隔月）
- AD：石山詔一
- 演出：赤木直幸
- プロデューサー：横川詠一、河島正三郎
- 制作協力：メディア・バスターズ
- 製作著作：ゴルフネットワーク

### 過去のスタッフ
- 音声：梅澤大輝
- AD：安武三喜、芦刈太朗、北野弘大、室伏裕登
- ディレクター：元藤稔、石丸達也、須田正史（以前は、アシスタントディレクター）
- プロデューサー：石崎公祐、井澤達也
- 音効：松田創